# Folcke Löwendahl
Folcke Hugo Löwendahl, född 28 mars 1901 i Malmö Sankt Pauli församling, Malmö, död 23 november 1976 i Brännkyrka församling, Stockholm, var en svensk målare.
Han var son till målarmästaren Wictor Löwendahl och läraren Carolina Johanna Hansson och gift 1927–1949 med Anna Charlotta Linnéa Björk. Löwendahl studerade vid Otte Skölds målarskola i Stockholm 1937 och vid Konsthögskolan 1938–1945. Han vistades en längre tid i Köpenhamn 1949–1950 och i Paris 1951 samt Oslo 1954. Separat ställde han ut i bland annat Malmö, Varberg, Ulricehamn, Falkenberg och Gislaved. Han medverkade i en rad samlings- och grupputställningar bland annat i samtliga HSB-utställningar i Stockholm. Tillsammans med Göte Long och Folke Jupiter ställde han ut i Visby 1952. Bland hans offentliga arbeten märks altartriptyken Kommen till mig I alla betungade i Gårdsjö kapell. Hans konst består av porträtt, figuruppställningar, stilleben och landskap i olja, pastell, akvarell eller gouache. Löwendahl är representerad vid Örebro läns museum. Han är gravsatt i minneslunden på Skogskyrkogården i Stockholm.